# Kid Galahad – Harte Fäuste, heiße Liebe
Kid Galahad – Harte Fäuste, heiße Liebe ist ein US-amerikanischer Boxerfilm von Phil Karlson aus dem Jahr 1962. Es war der zehnte Spielfilm, in dem Elvis Presley eine Rolle übernahm.

## Handlung
Der junge Walter Gulick wird aus der Armee entlassen. Seinen gesamten Sold hat er beim Pokern verloren und so begibt er sich nach Cream Valley, wo er eine Arbeit als Automechaniker zu finden hofft. Walter wurde in Cream Valley geboren. Seine Eltern starben, als er 14 Monate alt war, sodass er bei einer Tante in Kentucky aufwuchs. Nun kehrt er zu seinen Wurzeln zurück. Willy Grogan, bei dem er sich vorstellt, hat jedoch keine Arbeit als Mechaniker für ihn. Er ist Boxmanager und als ein Trainer zu ihm kommt, weil er einen Trainingspartner für seinen Boxer braucht, springt Walter ein. Er hat zwar in der Armee als Boxer trainiert, ist jedoch sonst völlig unerfahren. Beim Trainingskampf nimmt er keine Deckung, weiß jedoch einzustecken. Mit einer gezielten Rechten, seinem ersten Angriff, streckt er seinen Trainingspartner nieder. Die Boxtrainer sind begeistert und Walter wird Willys neuer Schützling. Sein Trainer wird der ruhige Lew Nyack.
Willy hat Schulden beim Gangsterboss Otto Danzig, der ihm zwei Aufpasser an die Seite stellt. Seine einzige Finanzquelle war bisher seine kleine Schwester Rose. Als er erneut bei ihr Geld borgen will, kommt sie kurzentschlossen nach Cream Valley. Walter verliebt sich in sie, was Willy nicht gerne sieht. Er selbst ist seit drei Jahren mit der ehemaligen Sängerin Dolly verlobt, doch leidet die Beziehung unter der Dauerverlobung. Dolly will sich nicht länger Vorwürfe machen, dass sie wegen einer Verlobung ihren Job als Sängerin in Max Liebermans Bar aufgegeben hat und Willy will erst heiraten, wenn er keine Schulden mehr hat. Diese vermehrt er jedoch ständig bei Pferdewetten. In Walter sieht er daher den Ausweg aus seiner finanziellen Not. Er setzt ihn verantwortungslos gegen den deutlich stärkeren Bailey in einem Zehn-Runden-Kampf ein, doch schafft es Walter, Bailey durch K. o. zu besiegen.
Walter gewinnt nun Kampf um Kampf. In seiner Freizeit arbeitet er als Automechaniker und restauriert liebevoll einen Oldtimer. Walter und Rose beschließen, in wenigen Wochen zu heiraten und es kommt zum Streit zwischen Walter und Willy. Der will Rose die Heirat verbieten und gerät dadurch zusätzlich in Konflikt mit Dolly – schließlich müsse Rose so wenigstens nicht drei Jahre auf eine Heirat warten. Dolly zieht aus und fängt wieder als Sängerin bei Max Lieberman an.
Walter bereitet sich unterdessen auf den Kampf seiner Karriere vor. Er soll gegen den besten und gefährlichsten Boxer Sugarboy Romero antreten. Walter gilt als sicherer Kandidat für eine Niederlage, sodass Otto Danzig mit dem Kampf auch seine eigene Kasse aufbessern will. Mit allerlei Tricks versuchen Ottos Männer, den Kampf bereits im Vorfeld zu steuern. Lew Nyack wird erpresst, in den Kampfpausen Walter nicht zu verarzten, sondern die Arbeit einem anderen zu überlassen, der Walters mögliche Wunden noch vergrößern und so seine Niederlage absichern will. Als Lew sich weigert, werden ihm beide Hände gebrochen. Noch kurz vor dem Kampf versucht Otto, einen falschen Arzt in das Team um Walter zu schleusen, doch ist diesmal Willy wachsam, sodass der Kampf unter fairen Vorbedingungen stattfinden kann. Für Willy bedeutet er die Existenz, haben er und andere Bewohner von Cream Valley doch mehr als 1000 Dollar auf einen Sieg Walters gesetzt.
Der Kampf beginnt und ist lange unentschieden, bevor Walter Sugarboy Romero schließlich durch K. o. besiegt. Willy hat nun so viel Geld gewonnen, dass er seine Schulden begleichen kann. Zudem werden er und Dolly heiraten, hat er doch durch ihren Auszug erst gemerkt, wie sehr sie ihm gefehlt hat. Auch Walter und Rose können nun zusammen sein.

## Produktion
Kid Galahad – Harte Fäuste, heiße Liebe wurde in Idyllwild in Kalifornien gedreht. Er kam am 11. August 1962 in die US-amerikanischen Kinos und lief in Deutschland am 8. Februar 1963 an.
Der Film beruht auf dem Roman Kid Galahad von Francis Wallace. Dieser war zuvor bereits 1937 unter dem Titel Kid Galahad – Mit harten Fäusten (Kid Galahad) und 1941 als Von Stadt zu Stadt (The Wagons Roll at Night) verfilmt worden.
Elvis Presley, der für seine Rolle vom früheren Halbweltergewichtsweltmeister Mushy Callahan trainiert wurde, singt im Film verschiedene Lieder:
- King of the Whole Wide World (Ruth Batchelor, Bob Roberts)
- This Is Living (Fred Wise, Ben Weisman)
- Riding the Rainbow (Fred Wise, Ben Weisman)
- Home Is Where the Heart Is (Sherman Edwards, Hal David)
- I Got Lucky (Dolores Fuller, Fred Wise, Ben Weisman)
- A Whistling Tune (Sherman Edwards, Hal David)

## Kritik
Der film-dienst schrieb: „Story und Machart sind anspruchslos und brav. Nur wer zufällig gleichermaßen die Boxkunst und die ‚Musik‘ liebt, wird sich für den Film begeistern können.“ Das 2001 vom film-dienst herausgegebene Lexikon Lexikon des internationalen Films bezeichnete den Film als „anspruchslose, bunte Story“.
Cinema befand: „Der King schnulzt sich nach Kräften durch das hanebüchene Remake eines Bogart-Films von 1937. Fazit: Elvis bleibt standhaft, der Film geht k. o.“
Time Out London stellte fest, dass der schlaffe („flabby“) Elvis im Film wirke, als könne er nicht einmal eine Runde im Ring gegen Donald Duck überstehen. Gig Young wirke als Trainer jedoch überzeugend.